# Autoserica nilgirensis
Autoserica nilgirensis är en skalbaggsart som beskrevs av Sharp 1903. Autoserica nilgirensis ingår i släktet Autoserica och familjen Melolonthidae. Inga underarter finns listade.